# Château de la Touche-Trébry
Pour les articles homonymes, voir Château de la Touche (homonymie) et La Touche (homonymie).
Le château de la Touche-Trébry est un château français situé sur la commune de Trébry, dans le département des Côtes-d'Armor.
Le château fait l’objet d’une inscription au titre des monuments historiques depuis le 3 juin 1927.